# Altavilla Irpina
Pour les articles homonymes, voir Altavilla (homonymie).
Altavilla Irpina est une commune italienne de la province d'Avellino, dans la région Campanie.

## Administration
| Période                                  | Période | Identité | Étiquette | Qualité |
| ---------------------------------------- | ------- | -------- | --------- | ------- |
|                                          |         |          |           |         |
| Les données manquantes sont à compléter. |         |          |           |         |

### Communes limitrophes
Arpaise, Ceppaloni, Chianche, Grottolella, Petruro Irpino, Pietrastornina, Prata di Principato Ultra, Sant'Angelo a Scala, Tufo

### Distance des principales villes italiennes
| Rome 263km      |
| Milan 809 km    |
| Naples 70.8 km  |
| Florence 508 km |
| Turin 928 km    |
| Palerme 412 km  |
| Gênes 736 km    |
| Bologne 622 km  |
| Bari 213 km     |
| Venise 770 km   |

## Personnalité lié à la ville
- Tony Crescitelli, footballeur